# Penza Phoenixes 2022
Questa voce raccoglie le informazioni riguardanti i Penza Phoenixes nelle competizioni ufficiali della stagione 2022.

## EESL Vtoraja Liga 2022

### Stagione regolare
| Saratov 30 aprile 2022 1ª giornata | Saratov Aviators | 36 – 30 referto | Penza Phoenixes | Stadion Sokol |

| Penza 14 maggio 2022 2ª giornata | Penza Phoenixes | 0 – 30 referto | Samara Stormbringers | Stadion Spartak |

| Samara 28 maggio 2022, ore 17:00 SAMT (16:00 MSK) 3ª giornata | Samara Bears | 12 – 62 referto | Penza Phoenixes | SK Lokomotiv |

| Samara 25 giugno 2022, ore 17:00 SAMT (16:00 MSK) 5ª giornata | Samara Stormbringers | 28 – 20 referto | Penza Phoenixes | SK Lokomotiv |

| Penza 10 luglio 2022, ore 14:00 MSK 6ª giornata | Penza Phoenixes | 6 – 14 (0-0 6-0 0-8 0-6) referto | Samara Bears | Stadion Pervomajskij |

| Penza 23 luglio 2022 7ª giornata | Penza Phoenixes | 58 – 8 referto | Saratov Aviators | Stadion Pervomajskij |

## EESL Osennjaja Liga 2022

### Playoff
| Penza 11 settembre 2022, ore 14:00 Semifinale | Penza Phoenixes | 40 – 14 referto | Moscow Dragons | Stadion Pervomajskij |

| Korolëv 9 ottobre 2022, ore 17:30 Finale | Penza Phoenixes | 30 – 28 | Kazan Motors | Stadion Čajka |

## Statistiche di squadra
| Competizione           | %Vittorie | In casa | In casa | In casa | In casa | In casa | In casa | In trasferta | In trasferta | In trasferta | In trasferta | In trasferta | In trasferta | Totale | Totale | Totale | Totale | Totale | Totale |
| Competizione           | %Vittorie | G       | V       | N       | P       | Pf      | Ps      | G            | V            | N            | P            | Pf           | Ps           | G      | V      | N      | P      | Pf     | Ps     |
| ---------------------- | --------- | ------- | ------- | ------- | ------- | ------- | ------- | ------------ | ------------ | ------------ | ------------ | ------------ | ------------ | ------ | ------ | ------ | ------ | ------ | ------ |
| VL - Stagione regolare | .333      | 3       | 1       | 0       | 2       | 64      | 52      | 3            | 1            | 0            | 2            | 112          | 76           | 6      | 2      | 0      | 4      | 176    | 128    |
| OL - Playoff           | 1.000     | 2       | 2       | 0       | 0       | 70      | 42      | 0            | 0            | 0            | 0            | 0            | 0            | 2      | 2      | 0      | 0      | 70     | 42     |
| Totale                 | .500      | 5       | 3       | 0       | 2       | 134     | 94      | 3            | 1            | 0            | 2            | 112          | 76           | 8      | 4      | 0      | 4      | 246    | 170    |